# Laburnum ×watereri
Laburnum ×watereri, prirodni hibridni veliki grm do manje drvo iz roda negnjila ili zlatne kiše.  Postoje dva kultivara:  ‘Alford’s Weeping’ i ‘Vossii’ (nastao križanjem vrsta L. alpinum i L. anagyroides).
Popularna je vrtna biljka. Može narasti do 8 metara visine, a u proljeće procvjeta zlatnoožutim cvjetovima koji poput zlatnih lančića vise sa grana, pa je prozvano 'drvetom zlatnog lančića.
Svi dijelovi biljke su otrovni, iako je smrtnost vrlo rijetka.
- L. × watereri
- L. × watereri
- L. × watereri